# The Cleaner
The Cleaner és una sèrie de televisió britànica que es va estrenar a la BBC One el 10 de setembre de 2021. La sèrie està basada en la comèdia alemanya Der Tatortreiniger. S'ha subtitulat al català.

## Sinopsi
En Paul "Wicky" Wickstead, un tècnic de neteja certificat pel govern, és responsable de l'eliminació de qualsevol signe de mort de les escenes del crim. En el transcurs de la seva feina, va coneixent gent molt diversa.

## Repartiment
- Greg Davies com a Paul "Wicky" Wickstead
- Zita Sattar com a Ruth[5]
- Shobu Kapoor com a Neeta[5][6]
- Helena Bonham Carter com a Sheila[5][6]
- Georgie Glen com la senyora Gathernoid[5]
- David Mitchell com Terence Redford[5][6]
- Ruth Madeley com a Helena[7]
- Stephanie Cole com a Vivienne Hosier[6]
- Donald Sumpter com Sir James[6]
- Layton Williams com a "Hosea" (Bernard)[2]
- Jo Hartley com a Maggie (E6)[5][6]
- Esmonde Cole com a Tony
- Barry Castagnola com a Weasel